# Ordinul Lenin
| Ordinul Lenin |
| ------------- |
| Medalia       |
| Bareta        |

Ordinul Lenin (în limba rusă: Орден Ленина), numit în cinstea conducătorului Revoluției din Octombrie, Vladimir Ilici Lenin, a fost cea mai înaltă distincție națională a Uniunii Sovietice. Ordinul era conferit: 
- civililor, pentru servicii remarcabile aduse Statului Sovietic;
- militarilor, pentru serviciul exemplar;
- personalităților care promovau prietenia și cooperarea între popoare și care luptau pentru pace;
- pentru alte servicii meritorii aduse statului și societății sovietice.

Cei care erau decorați cu ordinele Erou al Uniunii Sovietice și Erou al Muncii Socialiste primeau automat și Ordinul Lenin. Ordinul Lenin putea fi decernat și orașelor, companiilor, fabricilor, regiunilor, unităților militare și vapoarelor. 
Ordinul a fost înființat la inițiativa Comitetului Central Executiv pe 6 aprilie 1930. Prima instituție sovietică decorată  a fost ziarul Komsomolskaia Pravda (23 mai 1930). Primele persoane străine decorate au fost doi piloți americani (10 septembrie 1934) care au participat la operațiunile de căutare și salvare a echipajului vaporului Celiuskin.

## Proiectul medaliei
Proiectul final al Ordinului Lenin a fost acceptat în 1934. Ordinul este format dintr-o medalie în formă de disc, purtând portretul lui Lenin din platină. Discul este înconjurat de două panicule (snopi) de grâu din aur, în fundal fiind steagul roșu cu inscripția Ленин (Lenin). În partea stângă este plasată o stea roșie, iar emblema cu secera și ciocanul este plasată în partea de jos. Medalia era purtată în partea stângă a pieptului și la început nu avea baretă. Mai târziu a fost concepută bareta roșie cu două dungi galbene laterale. 

## Decorați cu ordinul Lenin (listă incompletă)
- Toate cele 15 republici sovietice.
- Orașe
  - Moscova
  - Donețk
- Întreprinderi
  - Ziarul Pravda
- Persoane
  - Serghei Afanasiev, (decorat de șapte ori), Ministrul Sovietic al Cercetării Spațiale;
  - Hristianovici Sergei Alekseevici (1908 - 2000), a primit Ordinul Lenin de 6 ori;
  - Fidel Castro, liderul comunist cubanez;
  - Nicolae Ceaușescu, secretar general al C.C. al P.C.R., președinte al R.S. România
  - George Formby, actor britanic, 
  - Iuri Gagarin, primul om care a zburat în cosmos;
  - Israel Gelfand, (decorat de trei ori), matematician sovietic;
  - Mihail Iosifovici Gurevici (1962), co-proiectant al avionului "Mig";
  - Armand Hammer, afacerist și filantrop american
  - Nikita Hrușciov, lider sovietic de partid și de stat;
  - Gheorghi Jukov, mareșal sovietic;
  - Igor Kurceatov, (decorat de 5 ori), fizician, conducătorul proiectului bombei nucleare sovietice;
  - Vladimir Konovalov, (decorat de 3 ori), amiral, submarinist sovietic;
  - Kirill Mazurov, politician sovietic (Belarus);
  - Boris Mihailov, căpitanul echipei naționale de hochei pe gheață a URSS;
  - Elena Muhina, gimnastă sovietică;
  - Gamal Abdel Nasser, președintele Egiptului;
  - Fiodor Ohlopkov, erou al celui de-al doilea război mondial;
  - Aleksandr Oparin, (decorat de 5 ori), membru corespondent al Academiei de Științe al URSS, cunoscut prin studiile sale privind originea vieții;
  - Nicolai Ostrovski, scriitor sovietic;
  - Maksim Purkaiev,  general de armată sovietic
  - Kim Philby, agent dublu sovietic/britanic;
  - Ronald Reagan, președinte SUA;
  - Arnold Rüütel, lider comunist eston, președinte al Estoniei independente;
  - Nikolai Semionov, laureat al Premiului Nobel pentru chimie (1956), a primit Ordinul Lenin de 9 ori;
  - Semion Timoșenko, (decorat de 5 ori), mareșal sovietic;
  - Josip Broz Tito, președinte al RSFS Iugoslavia; 
  - Gherman Titov, (decorat de două ori), cosmonaut sovietic;
  - Vladislav Tretiak, portar al echipei naționale sovietice de hochei pe gheață;
  - Alexandr Vasilevski, (decorat de 8 ori), mareșal sovietic;
  - Piotr Verșigora, general și scriitor sovietic, conducător de partizani în timpul Marelui Război Patriotic;
  - Vladislav Volkov, cosmonaut sovietic
  - Viktor Patsaiev, cosmonaut sovietic
  - Georgi Dobrovolski, cosmonaut sovietic
  - Kliment Voroșilov mareșal sovietic;
  - Timofei Moșneaga, medic
  - Lev Iașin, portarul echipei naționale sovietice de fotbal;
  - Vasili Grigorievici Zaițev, lunetist sovietic care s-a remarcat în timpul Bătăliei Stalingradului;
  - Iakov Zeldovici, fizician sovietic,
  - Liudmila Zîkina, cântăreață sovietică.
  - Ion Druță, scriitor, poet, dramaturg.
  - Tatiana Baramzina, femeie-lunetist, telefonist